# Альберто Хуніор Родрігес
Альберто Хуніор Родрігес (ісп. Alberto Junior Rodríguez, нар. 31 березня 1984, Ліма) — перуанський футболіст, центральний захисник клубу «Атлетіко Хуніор».
Насамперед відомий виступами на батьківщині за «Спортінг Крістал», а також грав за португальські клуби «Брага», «Спортінг» та «Ріу-Аве». Крім того виступав за національну збірну Перу, разом з якою тричі брав участь у Кубку Америки, а 2018 року їздив на чемпіонат світу.

## Клубна кар'єра
У дорослому футболі дебютував 2002 року виступами за «Спортінг Крістал», в якому провів чотири сезони, взявши участь у 155 матчах чемпіонату. Більшість часу, проведеного у складі «Спортінг Крістала», був основним гравцем захисту команди. За цей час двічі ставав чемпіоном Перу, а також двічі здобував срібні медалі чемпіонату.
Своєю грою за цю команду привернув увагу представників тренерського штабу «Браги», до складу якої приєднався 28 грудня 2006 року за 400 000 євро. Відіграв за клуб з Браги наступні чотири сезони своєї ігрової кар'єри. За цей час здобув срібні медалі чемпіонату (2010 року) та став фіналістом Ліги Європи сезону 2010—11.
До складу «Спортінга» приєднався влітку 2011 року на правах вільного агента, пішовши за тренером Домінгушем Пасієнсією. Проте закріпитися у складі «левів» не зумів, відігравши за сезон за лісабонський клуб лише 7 матчів в національному чемпіонаті.
Через це 24 липня 2012 року Родрігес викупив свій контракт зі «Спортінга», і на правах вільного агента підписав контракт з більш скромною португальською командою «Ріу-Аве», де провів два сезони, після чого влітку 2014 року покинув команду і тривалий час лишався без клубу.

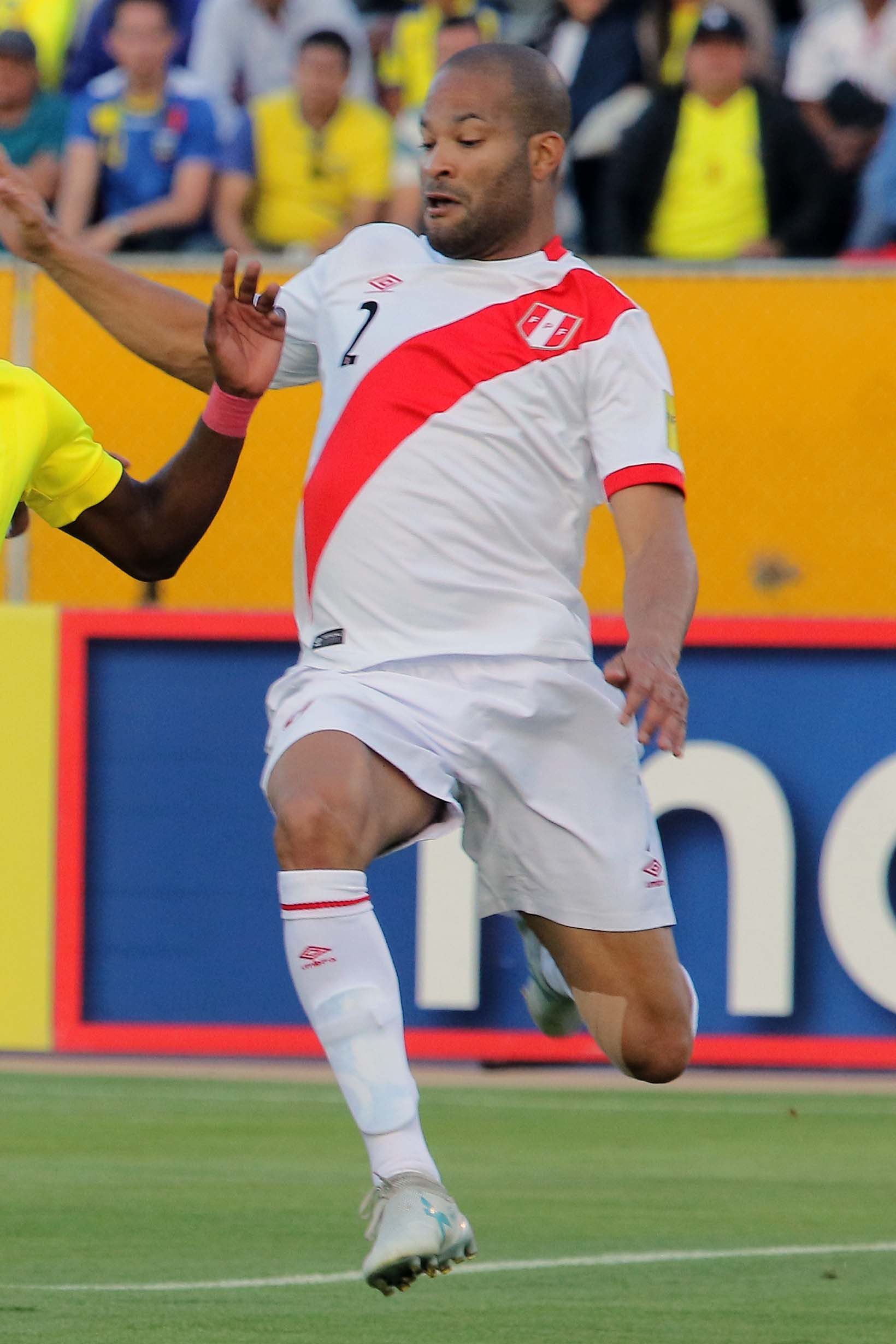
Альберто Родрігес у складі Перу. 2017 рік.

На початку 2015 року повернувся в рідний клуб «Спортінг Крістал», де він провів більше року. У 2016 році він перейшов до «Мельгара», а в грудні того ж року його підписав «Універсітаріо де Депортес».
У січні 2018 року Альберто знову відправився за кордон, перейшовши у колумбійський «Атлетіко Хуніор».

## Виступи за збірну
2 квітня 2003 року дебютував в офіційних матчах у складі національної збірної Перу у товариській грі проти збірної Чилі, що завешився з рахунком 3-0 на користь перуанців.
У складі збірної був учасником Кубка Америки 2007 року у Венесуелі, Кубка Америки 2011 року в Аргентині, на якому здобув з командою бронзові медалі, та розіграшу Кубка Америки 2016 року у США. У віці 34 років поїхав на чемпіонат світу 2018 року у Росії.
Наразі провів у формі головної команди країни 75 матчів.

## Досягнення
- Чемпіон Перу: 2002, 2005
- Срібний призер чемпіонату Перу: 2003, 2004
- Переможець Кубка Інертото: 2008
- Срібний призер чемпіонату Португалії: 2009-10
- Фіналіст Ліги Європи сезону: 2010-11
- Бронзовий призер Кубка Америки: 2011

| Дата      | Місто        | Господарі | Результат | Гості | Турнір             | Голи | Примітки |
| --------- | ------------ | --------- | --------- | ----- | ------------------ | ---- | -------- |
| 21-6-2018 | Єкатеринбург | Франція   | 1 – 0     | Перу  | ЧС 2018 - 1-й етап | -    | 46'      |
| Усього    |              | Матчів    | 1         |       | Голів              | 0    |          |